# Gotpold (Prag)
Gotpold (auch: Gotthard; Gottbold; Gothart; Hotart; † 10. März 1169) war gewählter Bischof von Prag.
Gotpold war ein Verwandter der böhmischen Königin Judith. Er stammte aus Thüringen und war Chorherr des Prämonstratenserklosters Strahov. Ohne Erfolg wurde er von Judith dem Prämonstratenserkloster Seelau als Abt empfohlen.
Nach dem Tod des Prager Bischofs Daniel I. wurde Gotpold mit Unterstützung Judiths zu dessen Nachfolger gewählt. Er starb jedoch schon am 10. März 1169, noch vor der Bischofsweihe.